# Torre de setge
Una torre de setge o torre ambulant és un tipus de variant ofensiva d'un enginy militar emprat en l'època dels antics romans i en l'Edat Mitjana per a superar les muralles dels enemics o dipositar-hi dalt d'aquestes diveros homes armats perquè ells la puguin prendre més fàcilment.
El model bàsic de la torre de setge és una torre de base quadrada amb diversos pisos, units entre ells per una escala interna o posterior, dos o tres metres més alta que les muralles que s'hagin de superar i amb un pont aixecadís en la seva part superior per on s'arribava als merlets enemics (i de vegades les cavalleries). També acostumaven a portar arquers que disparaven en el moment de baixar el pont.
Per a poder moure's aquestes torres comptaven amb quatre grans rodes. Inicialment eren mogudes per bous o cavalls però quan s'acostaven al seu objectiu les movien els soldats.
Probablement la torre de setge més gran va ser l'Helèpolis construïda per Epímac d'Atenes per a Demetri Poliorcetes durant el fallit setge de Rodes de l'any 304 aC. Feia 43 m d'alt i 22 m de costat a la seva base i portava rodes de 4,6 m de diàmetre i muntava catapultes en els seus nou pisos.
En època antiga es feien servir torres de setge tant a Europa com en l'Extrem Orient. Ja apareix en els relleus assiris del segle ix aC.
Com totes les armes de setge medievals, aquesta torre també va quedar obsoleta amb la generalització del canó al segle xv.

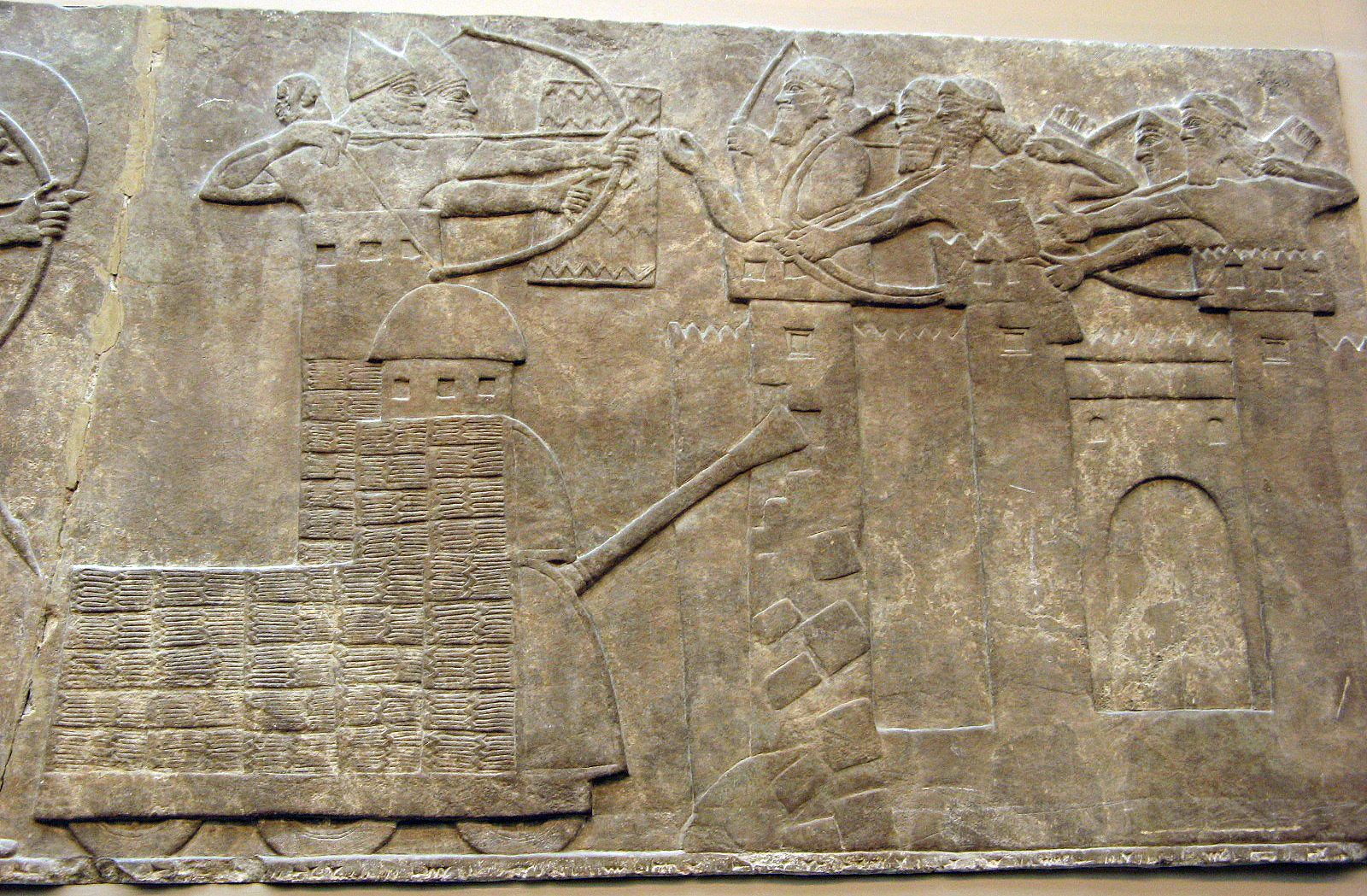
Atac assiri a una ciutat amb una torre de setge.
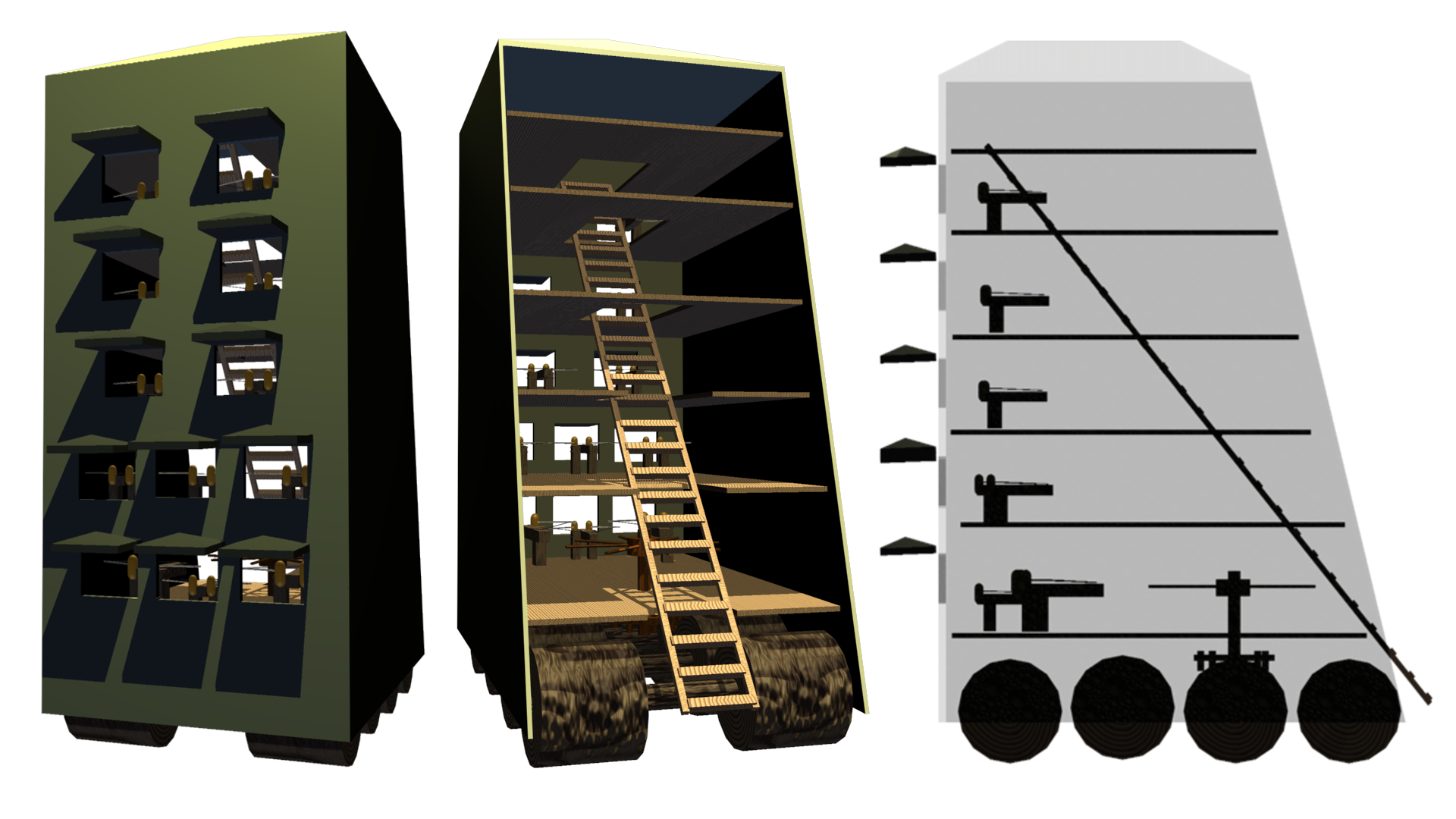
Esquema de la torre de setge Helèpolis.
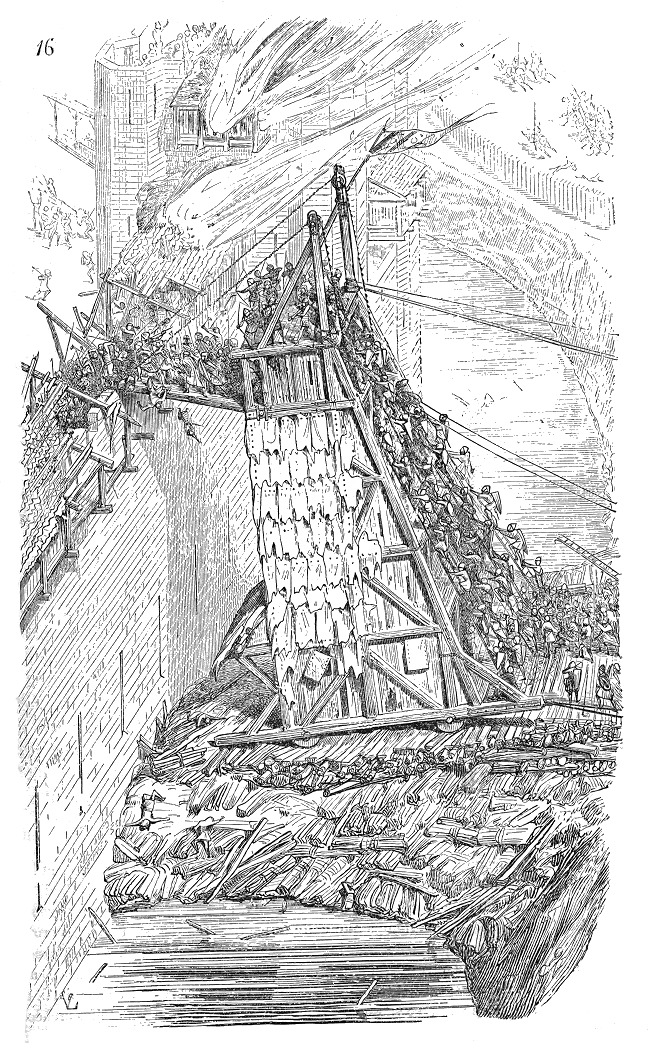
Representació d'una torre de setge.